# Lars Å. Beckman
Lars Åke Beckman, född den 26 april 1931 i Katarina församling i Stockholm, död den 16 maj 2013 i Oscars församling i Stockholm, var en svensk jurist.
Beckman avlade juris kandidatexamen 1959. Efter tingstjänstgöring 1959–1961 blev han fiskal 1962, assessor 1969 och hovrättsråd 1981. Han var kanslichef i riksdagens lagutskott 1973–1986 och justitieråd 1986–1998. Beckman vilar på Sandsborgskyrkogården i Stockholm.